# Slévárenský písek
Slévárenský písek je přírodní hornina používaná ve slévárenství jako ostřivo pro přípravu formovací směsi k výrobě slévárenských forem 
a jader.
Jde o surovinu, která se v přírodě vyskytuje jako běžný křemičitý písek. Nejdůležitějšími vlastnostmi slévárenských písků jsou především žáruvzdornost, vazná pevnost a správná zrnitost.
Přírodní slévárenské písky se těží vždy povrchovým způsobem, jakožto slévárenský písek se obvykle dá použít i méně kvalitní sklářský písek resp. přírodní křemenný písek, který již není vhodný pro výrobu skla.

## Umělý písek
Slévárenský písek lze vyrobit uměle i ze syntetického křemenného písku, do kterého je jakožto vazná příměs vkládána vhodná vazná látka - kupříkladu bentonit.